# Accoppiamento (fisica)
In fisica, due sistemi si dicono accoppiati se interagiscono tra di loro.
Un esempio interessante e spesso citato è quello tra due (o più) sistemi oscillanti (come il pendolo o i circuiti risonanti) tramite ad esempio molle o campi magnetici. Una caratteristica degli oscillatori accoppiati è l'effetto dei battimenti.
Nell'ambito dei controlli automatici, due sistemi si dicono accoppiati se il comportamento di ciascun sistema è influenzato dal comportamento dell'altro e viceversa. In altre parole, la risposta (ovvero le uscite) di un sistema è accoppiata ad un secondo sistema se applicando un disturbo all'ingresso del secondo sistema si misura una variazione nella risposta del primo sistema e se, allo stesso modo, applicando un disturbo all'ingresso del primo sistema si misura una variazione nella risposta del secondo sistema.
Il concetto di accoppiamento è importante in cosmologia, nella quale varie forme di materia, con il progredire dell'espansione dell'universo e quindi con la diminuzione della temperatura, gradualmente si possono disaccoppiare e riaccoppiare tra di loro. Questo accade perché le costanti di accoppiamento possono dipendere dall'energia a cui avviene la reazione e quindi accoppiamenti che ad una certa energia sono praticamente nulli ("soppressi" nel gergo), ad altre energie possono risultare importanti o anche prioritari.
L'accoppiamento è importante anche nella fisica dei plasmi. Nelle scariche elettriche, l'accoppiamento di un campo eccitato e di un mezzo creano un plasma. La qualità di accoppiamento di un campo eccitante di frequenza data con una particella carica dipende dalla risonanza.